# Орлово (Старицький район)
Орлово (рос. Орлово) — присілок в Старицькому районі Тверської області Російської Федерації.
Населення становить 163 особи. Входить до складу муніципального утворення Ново-Ямське сільське поселення.

## Історія
Від 2005 року входить до складу муніципального утворення Ново-Ямське сільське поселення. Раніше населений пункт належав до Орловського сільського округу.

## Населення
| 1859 | 1886 | 1919 | 1997 | 2002 | 2010 |
| ---- | ---- | ---- | ---- | ---- | ---- |
| 302  | ↗368 | ↗465 | ↘194 | ↘156 | ↗163 |